# 田村はまだか
『田村はまだか』（たむらはまだか）は、朝倉かすみによる日本の連作短編小説。第30回吉川英治文学新人賞受賞作（柳広司の『ジョーカー・ゲーム』と同時受賞）。

## あらすじ
荒天で小学校のクラス会に遅れている同級生・田村を待ちながら、スナック「チャオ!」で酒を飲む男女5人。
なかなか現れない田村、「それにつけても田村はまだか」と繰り返しながら、それぞれの人生で出会った印象深い人々のことを思い出す。

## 登場人物
花輪 春彦（はなわ はるひこ）
ススキノのスナック「チャオ!」のマスター。46歳。一昨年に会社を辞め、浮気が原因で妻と離婚した。左耳の副耳を触りながら、客の話をそれとなく聞き、印象に残った一言をノートに書き留める。
田村 久志（たむら ひさし）
大雪で飛行機と列車のダイヤが乱れ、小学校のクラス会に遅れる。
貧しい母子家庭で育ち、母親は男性関係の入れ替わりが激しい奔放な女性だった。常に分を弁えているような振る舞いをし、同級生らに「孤高の小六」とのイメージを抱かせた少年時代だった。後に栃木の親戚に引き取られ、豆腐屋で修行しながら定時制の学校に通い、やがて小学校の同級生と結婚する。
永田 一太（ながた いちた）
「チャオ!」の常連の会社員。40歳。飲料製造会社の営業。クラス会の三次会の場所に行きつけの「チャオ!」を選ぶ。
池内 暁（いけうち あきら）
化粧品・日用雑貨の卸会社の札幌支社販売部量販店担当部門。
加持 千夏（かじ ちなつ）
男子校の保健室の先生。生徒たちから「ちなっちゃん」と親しみを込めて呼ばれる。
坪田 隼雄（つぼた はやお）
生命保険会社の営業所長。マーロン・ブランドのような声をしている。女の扱いには慣れているが童貞。
伊吹 祥子（いぶき しょうこ）
浮気が原因で昨年に夫と離婚したばかり。あだ名は「班長」。

## おまえ、井上鏡子だろう
2008年、柏艪舎より刊行された『utage・宴 北の作家 書き下ろしアンソロジーvol.1』に収録された短編作品。
『田村はまだか』の光文社文庫版に収録された。